# Leyes de Reforma, Chihuahua
Leyes de Reforma är en ort i Mexiko.   Den ligger i kommunen Camargo och delstaten Chihuahua, i den nordvästra delen av landet, 1 100 km nordväst om huvudstaden Mexico City. Leyes de Reforma ligger 1 236 meter över havet och antalet invånare är 195.
Terrängen runt Leyes de Reforma är platt åt sydväst, men åt nordost är den kuperad. Runt Leyes de Reforma är det mycket glesbefolkat, med 3 invånare per kvadratkilometer. Närmaste större samhälle är Ciudad Camargo, 9,5 km öster om Leyes de Reforma. Omgivningarna runt Leyes de Reforma är i huvudsak ett öppet busklandskap.